# 루체른 교통박물관역
루체른 교통박물관역(독일어: Bahnhof Luzern Verkehrshaus)은 스위스 루체른주 루체른에 있는 기차역이다. 스위스 연방 철도의 표준궤 루체른-이멘제선의 중간 정류장이다. 역은 스위스 교통 박물관과 바로 인접해 있다. 루체른 호수 항법 회사의 페리로 가는 연결편은 역에서 박물관 반대편의 교통박물관-리도 선착장에서 이용할 수 있다.

## 운행편
2020년 12월 시간표 변경에 따라 루체른 교통 박물관에서 다음 서비스가 정차한다.
- 포어알펜 익스프레스 : 루체른과 장크트갈렌 사이를 매시간 운행한다.
- 루체른 S-반 S3 : 루체른과 브룬넨 사이를 매시간 운행한다.